# Emma Penella

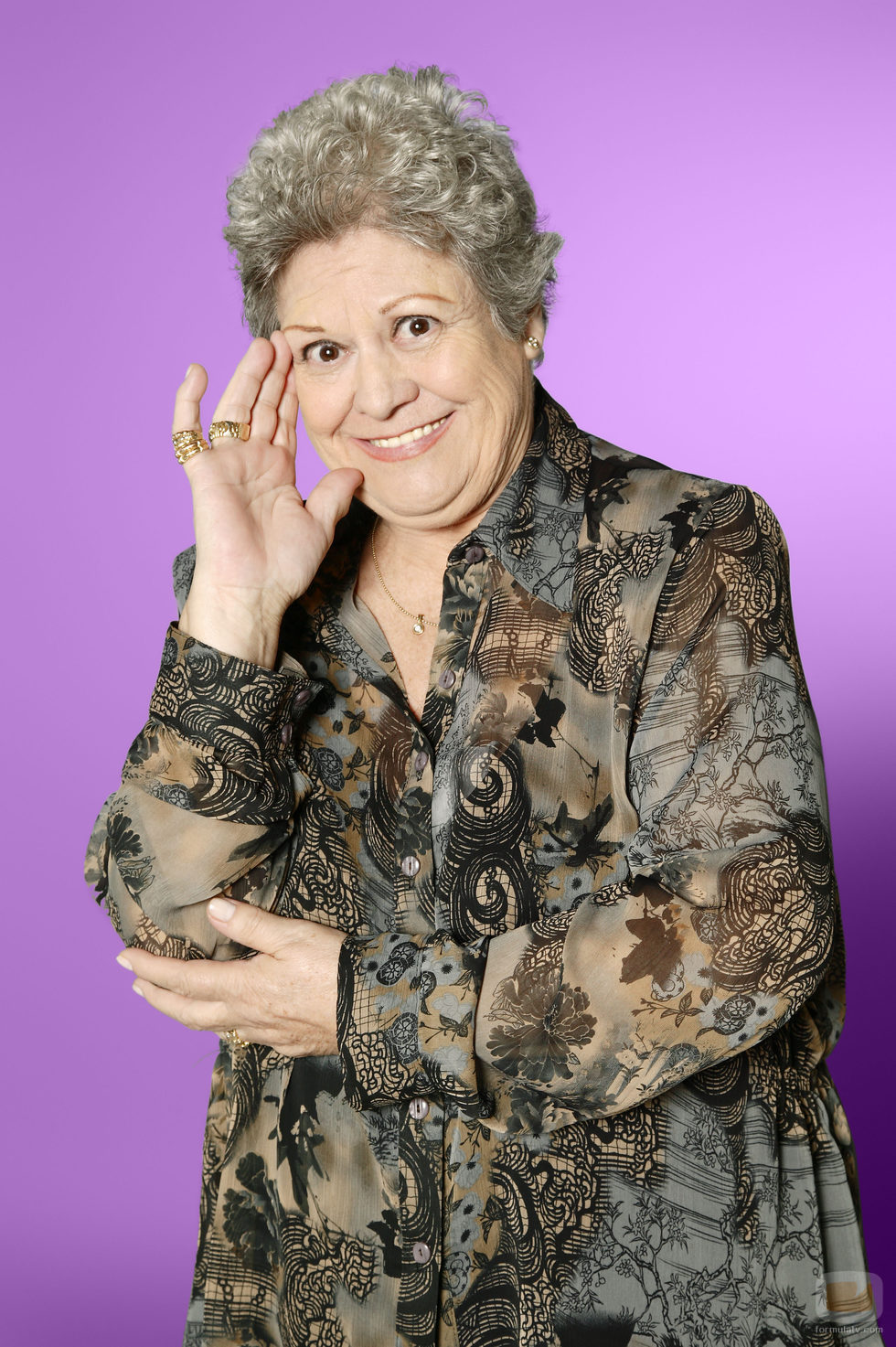
Emma Penella (2007)

Emma Penella (* 2. März 1931 in Madrid, Spanien; † 27. August 2007 ebenda; geboren als Manuela Ruiz Penella) war eine spanische Schauspielerin.
Penella war im Kino, auf der Bühne und auf dem Fernsehschirm zu sehen. Sie war die Schwester der Schauspielerinnen Elisa Montés und Terele Pávez, und Enkelin des spanischen Komponisten Manuel Penella. Verheiratet war sie mit Produzent Emiliano Piedra.
Penella war seit 1950 aktiv; bis Ende der 1960er Jahre drehte sie regelmäßig neben ihrer Arbeit am Theater. Herausragend waren dabei ihre Leistungen in den Filmen Fedra (Manuel Mur Oti, 1955) und El verdugo (Luis García Berlanga, 1963). In den folgenden Jahrzehnten konzentrierte sie sich vor allem auf ihre Bühnenarbeit, bis sie Mitte der 1980er Jahre wieder ihre Filmarbeit intensivierte u. a. bei Carlos Sauras Liebeszauber, dieses Mal auch und immer mehr für das Fernsehen. Dort spielte sie auch von 2003 bis 2006 in der Soap Aquí no hay quien viva. Aufnahmen für weitere Folgen der im Jahr 2007 gestarteten neuen Serie, La que se avecina, wurden durch ihren Tod durch Folgen von Diabetes unterbrochen.

## Filmografie (Auswahl)
- 1952: Auch die Augen hinterlassen Spuren (Los ojos dejan huellas)
- 1957: Das nackte Leben (El batallón de las sombras)
- 1964: Die goldene Göttin vom Rio Beni
- 1964: I magnifici Brutos del West
- 1971: La primera entrega
- 1985: Vater unser (Padre nuestro)
- 1986: Liebeszauber (El amor brujo)